# Czesław Dembiński
Czesław Ignacy Dembiński (ur. 31 lipca 1937 w Siemianowicach Śląskich) – polski polityk, poseł na Sejm PRL VIII kadencji.

## Życiorys
Uzyskał wykształcenie zasadnicze zawodowe. Pracował jako brygadzista w Hucie Jedność. W 1964 wstąpił do Polskiej Zjednoczonej Partii Robotniczej. Był członkiem egzekutywy Komitetu Miejskiego partii w Siemianowicach Śląskich. W latach 1980–1985 pełnił mandat posła na Sejm PRL VIII kadencji w okręgu Sosnowiec, zasiadając w Komisji Obrony Narodowej, Komisji Przemysłu Ciężkiego, Maszynowego i Hutnictwa oraz w Komisji Przemysłu. Odznaczony Złotym i Srebrnym Krzyżem Zasługi.